# Ramadani Baki
Pour les articles homonymes, voir Baki.
 (juillet 2021).
Ramadani Baki (né en 1943) fut ministre en chef (en) de Zanzibar du 21 février 1983 au 6 février 1984.